# Langvassbukta
Langvassbukta est une localité du comté de Troms, en Norvège.

## Géographie
Administrativement, Langvassbukta fait partie de la kommune de Kvæfjord.